# La Riviera
La Riviera är en ort (CDP) i Sacramento County, i delstaten Kalifornien, USA. Enligt United States Census Bureau har orten en folkmängd på 10 802 invånare (2010) och en landarea på 4,8 km².